# مقياس ميكلسون للتداخل

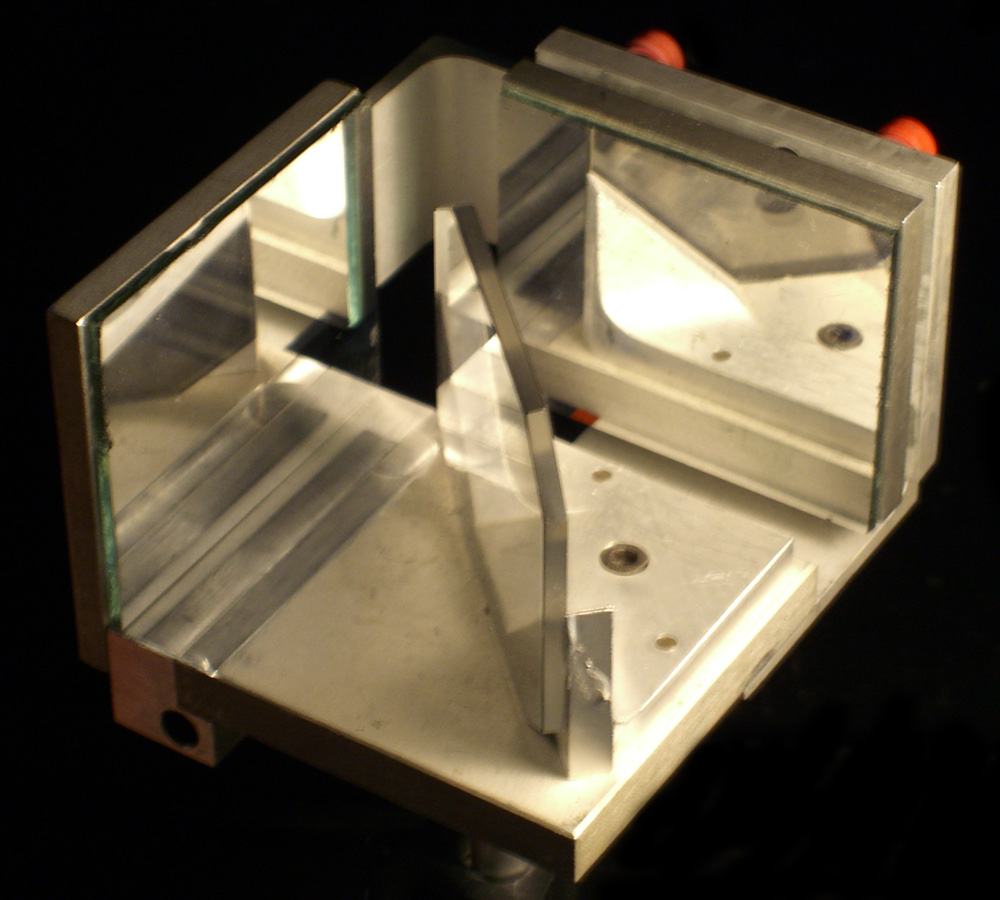
مقياس ميكلسون للداخل يمكن استخدامه على منضدة تجارب لبناء تجربة.

مقياس مايكلسون للتداخل (بالإنجليزية: Michelson interferometer) هو مقياس تداخل الموجات ابتكره الفيزيائي ألبرت ميكلسون. وقد شاع صيت هذا الجهاز بسبب تجربة ميكلسون ومورلي الشهيرة والتي بواسطتها أراد فحص ما يسمى «أثير الضوء» كوسط لانتقال الضوء. وفي مقياس التداخل لميكلسون تستغل ظاهرة تداخل الموجات وهي تحدث فقط عندما يكون الشعاعان الضوئيان متسقين في موجتهيما قيمكن رؤيتهما.
في الحالة المعتادة تستخدم مصادر ضوئية، وغالبا ما تكون مصدر ليزر وتجرى بواسطته تجارب التداخل. وفي التجربة يتم شق الشعاع الضوئي إلى شقين بواسطة «مقسم الشعاع»، وبعد انعكاسهما على أنفسهما وتقابلهما يمكن أن يحدث تداخلهما. ومن ميزات مقياس التداخل لميكلسون أن مقسم الشعاع والمرآة النصف عاكسة هما انفسهما اللذان يستقبلان الشعاعين المتداخلين.

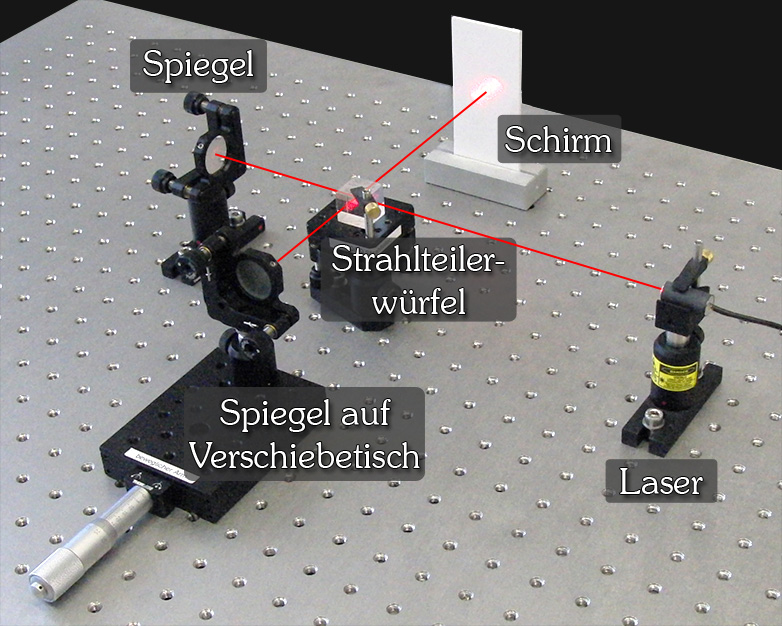
مقياس ميكلسون للتداخل يستخدم ضوء الليز ومرايتين متعامدتان تعكسان الشعاعين (أحمر) ويمكن رؤية التداخل على الحائل الأبيض. في الوسط مرآة نصف شفافة تعمل على تقسيم الشعاع الساقط من الليزر.

لكي يحدث تداخل بين موجتين ضوئيتين لا بد من أن تكون الموجتان أقصر من طول الاتساق. وعند استخدام وسط ذو معامل انكسار، وعند استخدام مصدرا ضوئيا يصدر طيفا من الموجات في تلك الحالات فلا بد من استخدام لوح تصحيح يثبت على ذراع مقياس التداخل. ويكون لوح التصحيح من نفس مادة «مقسم الشعاع» وتكون له نفس السمك، وأن يكون شفافا تماما. وهو يثبت على الجزء مقسم الشعاع التي يتم عليه التقسيم بحيث أن يتساوى مساري الشعاعين المنشقين.

## طريقة عمله

بنية مقياس ميكلسون للتداخل. هنا استبدل الحائل بمكشاف ضوئي.

الطريقة العامة لعمل مقياس التداخل تقسم الشعاع الضوني الساقط من المصدر إلى شقين. تلك الموجتان تمر بمسارين مختلفي الطول، أو تمر خلال وسطين تختلف فيهما سرعة الضوء. بذلك يحدث فرقا للطور بين الموجتين. وعندما يجتمعان ثانيا فيمكن أن يحدث التداخل. 
في مقياس ميكليسون للتداخل يحدث تقسيم موجة الشعاع بواسطة مرآة نصف شفافة. فعندما يسقط شعاع المصدر على المرآة النصف شفافة (وهي مقسم الشعاع) فإن الشعاع يمر جزئيا خلالها (مميز أحمر) جزئه الآخر ينعكس بمقدار 90 درجة (مميز باللون الأزرق). ويسقط كل من الشعاعين على مرآة عاكسة جيدة فينعكسان إلى المرآة النصف شفافة. وهنا ينعكس جزء منهما والآخر ينفذ من المرآة النصف شفافة. خلف المرآة النصف شفافة تتطابق عندئذ الموجتان (أصفر)، ويحدث التداخل.
عند تغيير المسافة التي يقطعها أحد الموجتين، مثلا بإزاحة أحد المرايا أو بوضع وسط شفاف له معامل انكسار (لوح زجاج مثلا أو لوح بلاستيك)، فإن الطور ينزاح للشعاعين بالنسبة لبعضهما البعض. وعن طريق إزاحة أحد المرآتين طفيفا يمكن التوصل إلى حدوث اتساق للموجتين. عندئذ يتضاعف مطال الموجة الناتجة (وتسمى تلك الحالة تداخل بناء)، وإذا تعاكس طور الموجتين فإنهما يمحيان بعضهما البعض (وتسمى تلك الحالة تداخل هدام). وعن طريق قياس شدة الضوء للموجة الناتجة يمكن تعيين أقل تغير في المسافة التي تقطعهما الموجتين.

## قياس مسافة نسبية

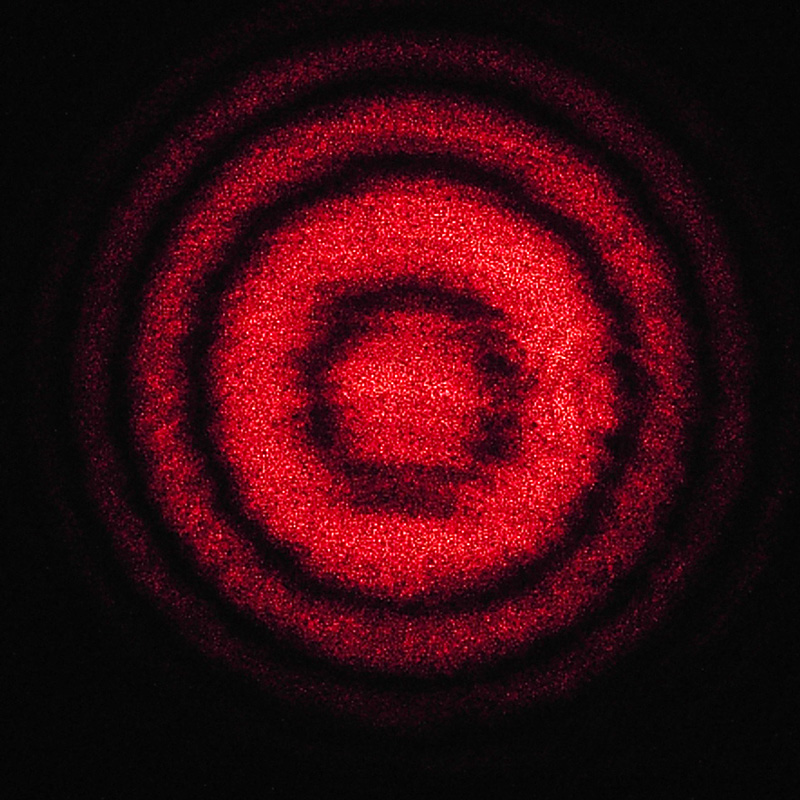
تداخل شعاعي ليزر HeNe-Laser ، طول الموجة 633 نانومتر.

يمكن بواسطة مقياس التداخل قياس التغيرات الطفيفة في المسافة التي يقطعها الشعاعين بالنسبة لبعضهما البعض. مثل تغير في وضع أحد المرايا العاكسة، وتبلغ دقة تعيين المسافة نصف طول موجة الشعاع. وعند استخدام ضوء ليزر مرئي تصل طول الموجة عدة مئات نانومتر بحسب لون شعاع الليزر.
لقياس المسافة نزيح أحد المرآتين العاكستين ونقوم بعد عدد حدوث حد أدنى للتداخل (أو أيضا حد أقصى) اثناء إزاحة المرآة. فكل حد أدن يمثل قطع مسافة طول موجة، أي أن تغير وضع المرآة يكون قد تغير بمقدار نصف طول الموجة. ولكن هذا الطريقة لا تقيس طول المسافة التي يقطعها أي من الشعاعين.

## استخدام مقياس التداخل
باستخدام مصدر للأشعة تحت الحمراء ووضع عينة مادة في طريق الشعاع الساقط على الحائل يمكن تعيين طيف المادة. لتطبيق ذلك يستعان ببلورة لها خاصية كهرباء انضغاطية.

## تعيين معامل الانكسار لغاز

أشكال التداخل لمقياس ميكلسون للتداخل.

بغرض تعيين معامل انكسار أحد الغازات، نضع أسطوانة أو قارورة ممتلئة بالغاز في فرع الشعاع الذي نكون قد غيرنا قبل ذلك طول مساره (ونثبت المرآة على هذا الوضع). بعد تفريغ القارورة من الهواء نبدأ في تمرير الغاز الذي نريد تعيين معامل انكساره إليها، بذلك يتغير عدد جزيئات الغاز في القارورة التي يعبرها الشعاع. ونقوم بكتابة بيانات الضغط وعدد الحدود القصوى للتداخل.
التناسب بين ضغط الغاز ومعامل الانكسار هو تناسب خطي، طبقا للمعادلة:
{\displaystyle n(p)=n(0)+{\frac {\Delta n}{\Delta p}}\,p}
حيث:
n معامل الانكسار
p ضغط الغاز
{\displaystyle \Delta n} التغير في معامل الانكسار
{\displaystyle \Delta p} التغير في الضغط.
بناء على ذلك يكون التغير في معامل الانكسار إلى التغير في الضغط:
{\displaystyle {\frac {\Delta n}{\Delta p}}={\frac {\Delta N}{\Delta p}}\,{\frac {\lambda }{2s}}}
حيث:
N عدد الحلقات المضيئة في شكل التداخل
{\displaystyle \lambda } طول موجة الشعاع
s طول مسافة مرور الشعاع في الغاز
مع العلم بأن n = 1 عندما يكون الضغط p = 0 :
{\displaystyle n(p)=1+{\frac {\Delta N}{\Delta p}}\,{\frac {\lambda }{2s}}\,p}
بذلك نكون قد عيينا معامل انكسار الغاز واعتماده على الضغط.

## تعيين طول موجة شعاع
يكون شقي الشعاع متسقان عندما تكون فرق المسافتين المقطوعة منهما أصغر من طول اتساق موجة شعاع المصدر. فإذا كانت المسافتين المقطوعتين للشعاعين بين الرآة النصف شفافة والمرئتين العاكستين يكون فرق الطور بينهما مساويا للصفر عند الحائل.
نقوم الآن بإزاحة أحد المرآتين العاكستين مسافة {\displaystyle d} , فيحدث فرقا بين المسافتين المقطوعتين من الشعاعين قدره {\displaystyle \Delta w=2d}, وتتغير شدة ضوء شكل التداخل.
نقوم بعد عدد الحلقات المضيئة {\displaystyle z} في شكل التداخل لكل تغيير في المسافة 
{\displaystyle \Delta d} ، فنحصل على طول موجة الشعاع {\displaystyle \lambda } من المعادلة:
{\displaystyle \Delta d={\frac {\lambda }{2}}z.}

## اقرأ أيضا
- تجربة ميكلسون ومورلي
- تداخل
- بعثة ليزا باثفايندر
- هوائي مقياس التداخل الليزري الفضائي
- قياس التداخل
- جيو 600
- مقدمة موجة
- طور موجة
- مطال
- حيود براج
- حيود النيوترونات